# Pellenes obliquostriatus
Pellenes obliquostriatus là một loài nhện trong họ Salticidae.
Loài này thuộc chi Pellenes. Pellenes obliquostriatus được Lodovico di Caporiacco miêu tả năm 1940.